# Corrado Verdelli
Corrado Verdelli (Lodi, 30 settembre 1963) è un allenatore di calcio ed ex calciatore italiano, di ruolo difensore, capo degli osservatori dell'Inter.

## Caratteristiche tecniche
Libero dallo stile elegante, denunciava maggiori limiti in fatto di velocità.

## Carriera

### Giocatore
Cresciuto nelle giovanili del Fanfulla, dopo una breve parentesi nei campionati regionali nelle file dell'A.S. Lodivecchio viene acquistato dall'Oltrepò,  con cui ottiene la promozione in Interregionale. Nel 1986-1987 giunge a Milano, all'Inter, che lo gira al Monza in prestito nel 1987-1988. Con il club brianteo gioca 32 incontri, contribuendo alla promozione della squadra in Serie B.
Fa quindi ritorno in nerazzurro dove, seppur chiuso da Mandorlini nella posizione di battitore libero, si aggiudica Scudetto e Supercoppa italiana nel 1989.
Nel 1991 è alla Cremonese, con cui vince la Coppa Anglo-Italiana 1992-1993 e dove rimane per sette campionati, di cui quattro in Serie A (spesso da capitano), fino al 1996-1997, quando pone fine alla propria carriera da professionista, prima di un'ulteriore stagione al Fanfulla.

### Allenatore
Iniziata la carriera in panchina proprio coi bianconeri, approda successivamente all'Inter con la cui Primavera vince nel 2002 il Torneo di Viareggio e il Campionato di categoria: nel giugno 2003 raggiunge nuovamente la finale di quest'ultima competizione, arrendendosi però al Lecce di Roberto Rizzo.
Scelto quale secondo di Héctor Cúper, con Daniele Bernazzani posto a capo del settore giovanile, nell'ottobre 2003 sostituisce pro tempore l'esonerato argentino in attesa dell'ufficialità di Zaccheroni: guida i milanesi nella sola trasferta di Champions League con la Lokomotiv Mosca, gara vinta per 3-0 dai russi.
In seguito vive un'esperienza con la Ternana in Serie B, nella quale viene esonerato e sostituito dopo poche giornate da Giovanni Vavassori. Dopo aver allenato fino al 27 dicembre 2006 la Cremonese (in Serie C1), allena il Voghera in Serie D, per poi essere chiamato alla guida del Pontisola, sempre in Serie D, che conduce ad un terzo posto finale. A fine lascia la panchina della squadra bergamasca.
Dal 22 novembre 2010 è stato l'allenatore del Monza venendo poi esonerato il 30 marzo 2011; fatale al tecnico lodigiano il pareggio interno contro la Paganese.

## Palmarès

### Giocatore
- Campionato italiano: 1

Inter: 1988-1989
- Supercoppa italiana: 1

Inter: 1989
- Coppa Anglo-Italiana: 1

Cremonese: 1992-1993
- Coppa Italia Serie C: 1

Monza: 1987-1988

### Allenatore
- Campionato Primavera: 1

Inter: 2001-2002
- Torneo di Viareggio: 1

Inter: 2002